# Чурилов, Валерий Андреевич
Вале́рий Андре́евич Чури́лов (род. 27 июля 1946 года, Сочи) ― советский российский инженер-конструктор, политик, кандидат технических наук (1975), первый секретарь окружкома КПСС ХМАО (1985―1990), председатель Ханты-Мансийского окружного Совета народных депутатов (1990―1994), Народный депутат РСФСР (1990―1993).

## Биография
Родился 27 июля 1946 года в городе Сочи, Краснодарский край, РСФСР.
В 1970 году окончил Московское высшее техническое училище имени Николая Баумана (МВТУ). С 1972 по 1975 год Чурилов преподавал в Тюменском индустриальном институте.
С 1975 года на партийной работе в городах Тюмень и Ханты-Мансийск. В 1985 году избран Первым секретарём окружного комитета КПСС Ханты-Мансийского автономного округа. В 1990 году избран Председателем Ханты-Мансийского окружного Совета народных депутатов.
В 1990 году избран Народным депутатом РСФСР, где был членом Совета Республики Верховного Совета России, Конституционной комиссии и Комитета по вопросам работы Советов народных депутатов и развития самоуправления.
С 1993 по 1997 год Чурилов издавал журнал «Этика успеха». Материалы журнала впоследствии были обобщены в его научно-публицистической монографии «Этика политического успеха» (Москва, 1997). В мае 1997 года участвовал в создании Союза прогрессивных сил (СПС). Автор книги «Путь к человеку» и 40 печатных работ по механике, сопротивлению материалов, этике бизнеса.
С 1994 года руководил финансово-инвестиционной корпорацией «Югра» и НК ОАО «АНК „Югранефть“», ОАО «НК „Эвихон“», также был вице-президентом ОАО «Московская нефтяная компания».
В 1996 году избран директором исполнительного комитета Всероссийского движения «Реформы — новый курс», помимо этого возглавил Всероссийский союз предпринимателей малого и среднего бизнеса (Всероссийский союз работодателей малого и среднего бизнеса).
Стал членом Центрального совета общероссийского общественного движения «Россия Православная» с 1997 года. С 1998 по 2002 год Чурилов работал вице-президентом Российского союза промышленников и предпринимателей.
Является членом Тройственной комиссии РФ со стороны работодателей с 2001 года. Член Центрального координационного совета сторонников партии «Единая Россия» с 2002 года.
Валерий Чурилов в настоящее время руководит ЗАО «Югра-Холдинг», головной организацией промышленно-инвестиционной корпорации "Группа компаний «Югра».
Активно выступал за «деколонизацию» Ханты-Мансийского автономного округа, добился признания Ханты-Мансийского автономного округа самостоятельным субъектом Российской Федерации.
Отстаивал необходимость рационального использования природных ресурсов округа и создания собственной обрабатывающей промышленности. Также поддерживал развитие традиционных промыслов и поднятие культуры коренных народов Севера. Был одним из инициаторов создания эколого-культурной ассоциации «Спасение Югры».